# Miharu

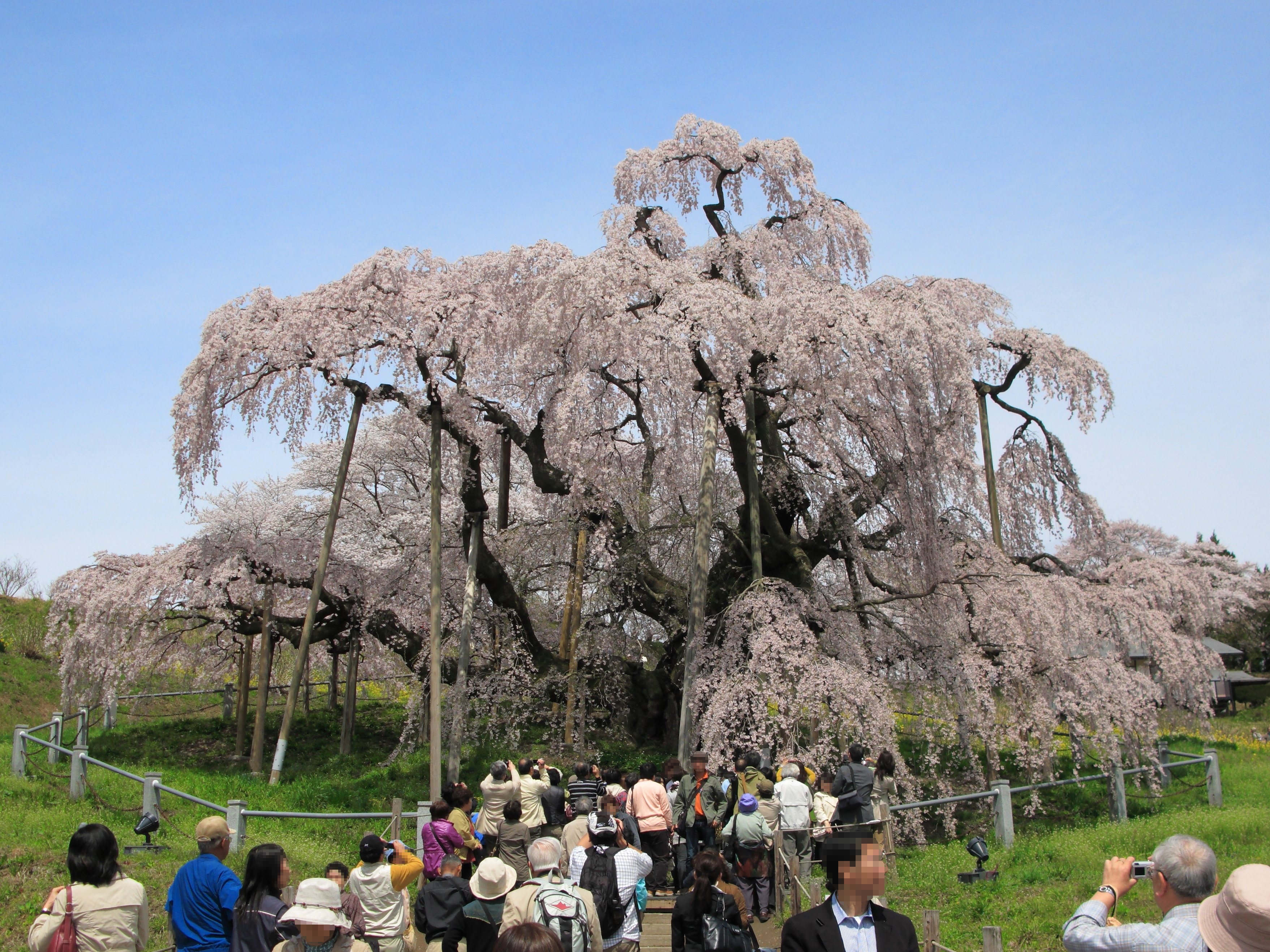
albero ciliegie miharu

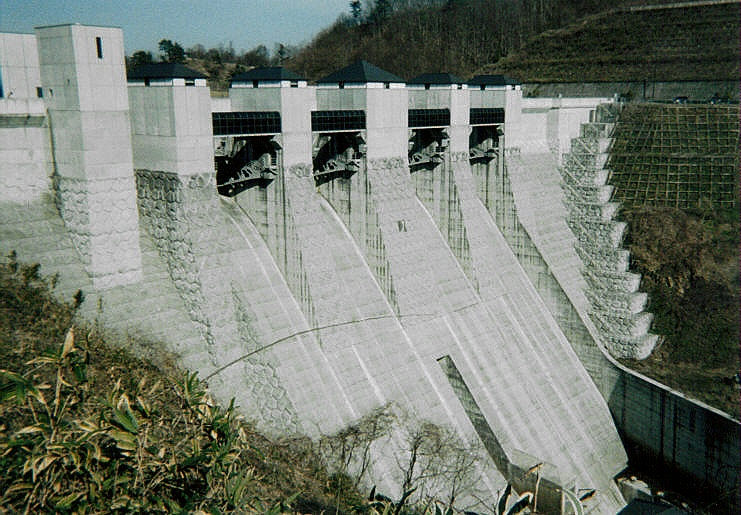

Miharu (三春町?) è una cittadina giapponese della prefettura di Fukushima.